# 古今亭菊正
古今亭 菊正（ここんてい きくまさ、1992年6月7日 - ）は、落語家。落語協会所属の二ツ目。本名∶日野 公純。元フィギュアスケーターの日野龍樹は弟。出囃子は『紀文大尽踊り唄』。

## 経歴
ロシア人の父を持つハーフ。東京大学教養学部卒業、 東京大学大学院総合文化研究科修士課程修了。大学・大学院では落語研究会に所属。大学院在学時の2017年2月「全日本学生落語選手権・策伝大賞」決勝に進出、岐阜市長賞を受賞。
2017年10月、古今亭菊太楼に入門。2019年5月21日、三遊亭小吉、金原亭杏寿、林家ひこうきと共に前座となる。前座名は菊太楼の前座名でもある「菊一」を名乗る。
2023年2月中席より、柳亭市松、金原亭杏寿と共に二ツ目昇進。菊太楼の兄弟子古今亭菊輔の二ツ目時代の名前である「古今亭菊正」に改名。

## 芸歴
- 2017年10月 - 古今亭菊太楼に入門。
- 2019年5月 - 前座となる、前座名「菊一」。
- 2023年2月 - 二ツ目昇進、「菊正」に改名。